# Danielle Hunter
Danielle Hunter (Parroquia de Saint Catherine, Jamaica, 29 de octubre de 1994) es un jugador profesional jamaiquino de fútbol americano que se desempeña en la posición de defensive end en Houston Texans, equipo de la National Football League (NFL).

## Carrera
Fue seleccionado en la tercera ronda en la Reunión Anual de Selección de Jugadores de la NFL de 2015. Hizo su debut profesional con el equipo Minnesota Vikings, en el cual jugó ocho temporadas (2015-2020, 2021-2024), posteriormente pasó a Houston Texans, donde lleva jugando una temporada.